# Golędzkie
Golędzkie – wieś w Polsce położona w województwie łódzkim, w powiecie kutnowskim, w gminie Oporów.
| SIMC    | Nazwa | Rodzaj  |
| ------- | ----- | ------- |
| 0572305 | Anin  | kolonia |

W latach 1975–1998 miejscowość administracyjnie należała do województwa płockiego.